# Åkeneset
Åkeneset est une localité du comté de Troms, en Norvège.

## Géographie
Administrativement, Åkeneset fait partie de la kommune de Gratangen.